# Nele Marian
Pour les articles homonymes, voir Marian.
Nele Marian (née Mathilde Idalie Huysmans en 1906 au Congo et décédée en 2005) est la fille de Jules Jean Huysmans, un officier belge, et d'une femme congolaise dont on ne connaît que le prénom, Ojala. Elle est ramenée très jeune en Belgique par son père.
Elle entame une carrière d'écrivaine et de journaliste sous le pseudonyme de Nele Marian, surtout durant l'entre-deux-guerres et les années 1940. C'est l'une des premières poétesses et écrivaines d'origine africaine en Belgique.
Ses archives sont conservées au Centre d'archives pour l'histoire des femmes (Carhif).

## Publications
Elle rédige en 1935 un recueil de poèmes intitulé Poèmes et chansons. L’ouvrage compte huit poèmes répartis sur 15 pages.
En 1936, elle publie Banjo, un poème qui évoque les souffrances endurées par la diaspora noire en Europe. 
En 1944, elle publie un conte, La Légende du vieux Bon Dieu et un essai, Les Grands faits de l’histoire du pays wallon, publié aux éditions Maréchal.